# Bibliografia Małopolski

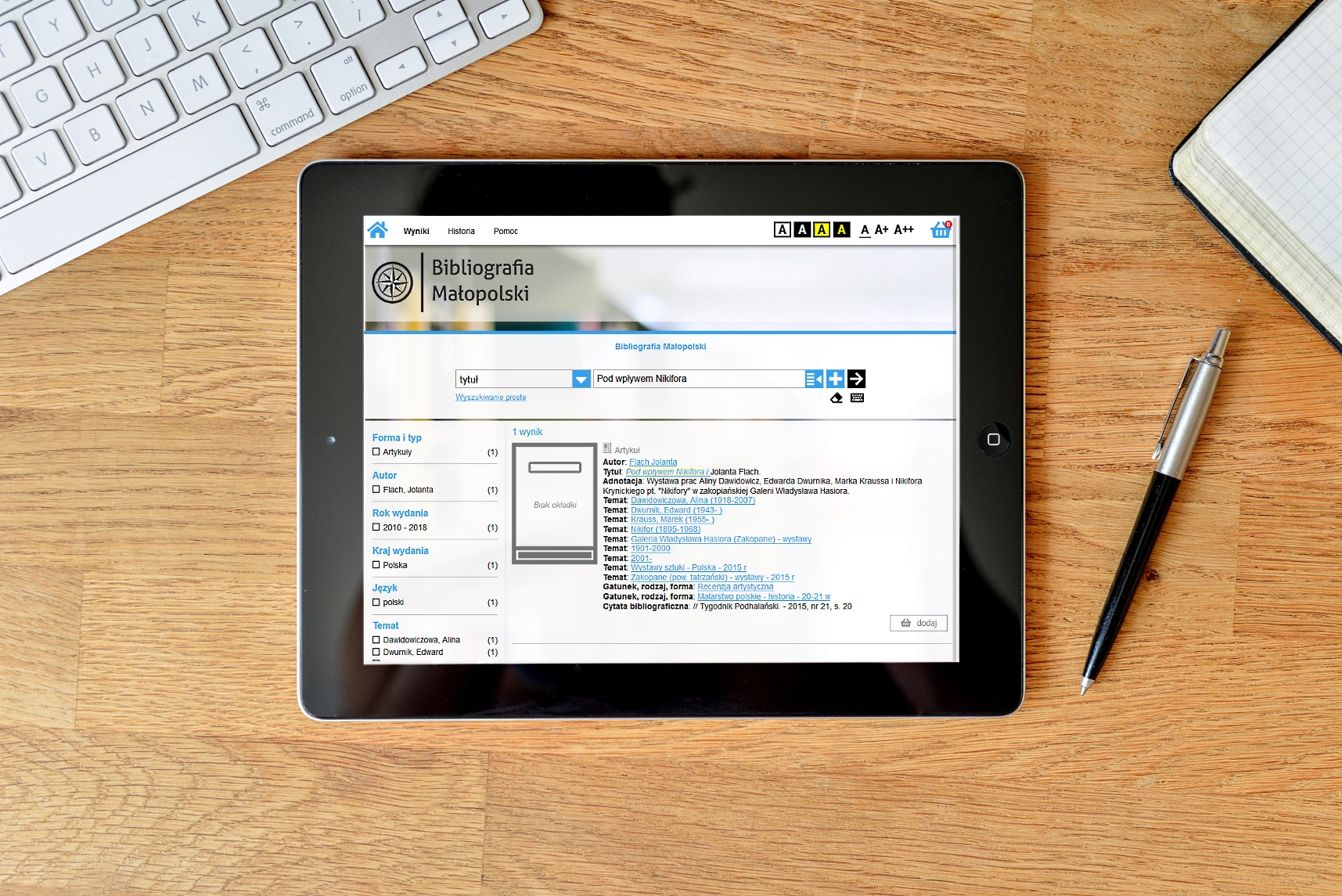
https://bibliografia.malopolska.pl/

Bibliografia Małopolski – część ogólnopolskiego systemu bibliografii regionalnych, które pełnią funkcję uzupełniającą w odniesieniu do narodowych wykazów publikacji.
Bibliografia Małopolski zawiera opisy wydawnictw treściowo związanych z województwem małopolskim i Małopolską jako regionem geograficzno-historycznym.
Rejestruje:
- książki – w całości lub tylko częściowo poświęcone Małopolsce (rozdziały, ustępy, rozprawy z prac zbiorowych);
- mapy;
- czasopisma, artykuły z czasopism;
- dokumenty życia społecznego (głównie katalogi wystaw artystycznych i muzealnych, foldery i prospekty turystyczne oraz inne materiały o istotnej wartości informacyjnej);
- wybrane dokumenty elektroniczne i muzyczne.

W przeważającej większości są to opisy publikacji wydanych po 2000 roku.
Bibliografia Małopolski powstała z połączenia baz lokalnych tworzonych w bibliotekach powiatowych województwa małopolskiego z bazą o takiej samej nazwie powstającą w Wojewódzkiej Bibliotece Publicznej w Krakowie i od 2015 roku jest współtworzona przez  wszystkie (22) biblioteki publiczne województwa małopolskiego pod nadzorem merytorycznym Wojewódzkiej Biblioteki Publicznej w Krakowie. Bibliografia jest tworzona w systemie bibliotecznym Sowa. Pod koniec 2016 roku, gdy powstała Biblioteka Kraków połączono bazy bibliograficznych tworzone przez biblioteki miejskie Krakowa: Śródmiejską, Krowoderską, Podgórską i Nowohucką. W Bibliotece Kraków prace nad bibliografią regionalną od stycznia 2017 roku koordynuje Dział Informacyjno-Bibliograficzny Biblioteki Kraków. 